# Balasinor
Balasinor is een plaats in India, in het district Kheda in de deelstaat Gujarat.

## Koninklijke familie
Balasinor was de hoofdstad van het voormalige prinsdom Balasinor. De prinselijke familie woont nog steeds in de stad. Hun paleis, gebouwd in 1883, wordt tegenwoordig deels gebruikt als hotel.
In 2010 deed prins Salauddin Babi mee aan het Nederlandse televisieprogramma Coming to Holland: Prins Zoekt Vrouw dat op SBS6 werd uitgezonden. Hij ging in dit programma samen met twee andere prinsen op zoek naar een bruid. Prinses Nawabzadi Aaliya Sultana Babi had een jaar eerder al meegedaan aan het soortgelijke programma Undercover Princesses van de BBC.